# WarioWare D.I.Y.
WarioWare D.I.Y. (メイド イン 俺?, Meido in Ore, lett. "Fallo da solo") è un videogioco per Nintendo DS, nonché il sesto capitolo della serie di WarioWare, pubblicato il 30 aprile 2010. Annunciato ufficialmente il 2 ottobre 2008 alla Nintendo Conference di Tokyo. Il gioco permette al giocatore di creare i suoi minigiochi personalizzati. Gli strumenti per creare gli artwork ricordano quelli del videogioco Mario Paint (1992), così come la grafica dei menu.

## Trama
È una giornata tranquilla per il Dr. Crygor, che sta giocando con la sua Wii, quando improvvisamente iniziano ad uscire le immagini dalla TV. Si scopre successivamente che si tratta solo di un incubo e, appena sveglio, gli viene un'idea: creare la Super Compomatic 21, un marchingegno in grado di creare giochi, musica e fumetti. Wario si presenta poi alla sua porta e chiede di aggiustargli la TV. In un secondo momento chiede di prendere una delle TV che sta costruendo, che in verità era il Super Compomatic 21, ma Crygor gli spiega il suo vero funzionamento. Allora a Wario viene l'idea di arricchirsi grazie a tale macchina.

### Mona
Mona e il suo collaboratore Joe, esplorano un tempio dove trovano tesori quali statue d'oro che vendono nella loro televendita. Toccando lo schermo, durante le intermissioni, durante le quali vengono visualizzati gli articoli, il giocatore acquisterà tali oggetti, senza però alcuna ripercussione.

### Jimmy T.
Jimmy T. conduce il suo programma televisivo di aerobica intitolato "Balliamo con Jimmy!", accompagnato dalla colonna sonora intitolata "Jimmy's Aerobics", nota anche come "Jimmy's Theme". Durante le intermissioni pubblicitarie del programma, Jimmy sponsorizza il proprio cellulare.

### Ashley
Ashley è la protagonista di un film muto, con la presenza del suo migliore amico, Red. Ogni volta che il giocatore fallisce un minigioco, condiziona lo svolgimento del film, facendo in modo che venga girata una scena nella quale Ashley spaventa Red con una maschera da gatto. Le maschere di Ashley vengono vendute nelle sue intermissioni dedicate.

### Orbulon
Orbulon vaga per il cielo con il suo U.F.O. Nel suo percorso, però, si sta inaugurando la partenza di un razzo spaziale, all'interno del quale Orbulon viene intrappolato a causa di un fulmine che mette fuori uso il suo U.F.O. Nel corso del monitoraggio del razzo, gli scienziati scopriranno la presenza di Orbulon sul razzo e lo identificheranno.

### 9-Volt
Il frullagiochi di 9-Volt è basato su un palese riferimento al classico Super Mario Bros. per Nintendo Entertainment System, con il nome, difatti, di "Super 9-Volt".

## Modalità di gioco

### Studio
Grazie allo studio puoi creare minigiochi, brani e fumetti mediante il Super Compomatic 21, sbloccabile dopo aver completato il tutorial di Penny, nella WarioWare,Inc., vedere quante medaglie si possiedono, una volta completati gli obiettivi del gioco, raccolti nei 120 "Dati D.I.Y", dove si possono anche consultare le vendite dei giochi, dei brani e dei fumetti inviati all'emporio, partecipare al Forum D.I.Y., dove man mano che aumentano le ore di gioco si possono sbloccare fino a 60 conversazioni che riportano consigli sull'uso del Compomatic.

#### Compomatic Giochi
Nel Compomatic Giochi, dotato di due slot A e B, consente di creare minigiochi da 8 e 16 secondi (sebbene, mediante l'invio di minigiochi hackerati, sia stato possibile creare anche minigiochi boss, cioè di durata infinita, fino a quando il minigioco non viene perso o vinto).
Le sezioni in cui esso è suddiviso è "Grafica", dove viene disegnato lo sfondo, a cui si possono accedere 4 set da 16 di palette predefinite più 32 slot personalizzati, e timbri riportanti monumenti, parti del corpo, o sprite di Super Mario Bros., The Legend of Zelda e Ice Climber, e gli sprite, ai quali si possono assegnare animazioni da 4 fotogrammi, con 5 livelli di velocità differenti e un totale di 256 "punti", cioè gruppi di pixel 8x8, per gioco: è possibile creare sprite da 1, 4, 9 e 16 "punti". Gli sprite e gli sfondi possono essere importati da qualunque altro gioco dell'Emporio, che esso sia un Gioco Diamante o D.I.Y.
La sezione "Musica" consente di creare il sottofondo del minigioco.
La sezione "Opzioni" consente di modificare titolo e durata del minigioco.

#### Sezione "IA"
Nella sezione "IA" vi è un linguaggio di programmazione semplificato, basati sui nessi di causa-effetto, per i quali è possibile assegnare 5 set per sprite, di cui 8 cause ed 8 effetti in contemporanea, e definire 5 condizioni di vittoria differenti. Nella sezione "IA" vi sono poi le "leve", assegnabili per ogni oggetto e che rappresentano le variabili "ON/OFF" con cui definire eventi come lo spostamento di oggetti o il suo cambiamento di fase.
Distinguiamo, nella stesura degli script degli oggetti, le categorie causa:
● Tocco
● Tempo
● Fase
● Contatto
● Leva
● Vittoria/Sconfitta
Le categorie effetto:
● Spostamento
● Leva
● Fase
● Sconfitta
● Suono
● Effetto (visivo)

#### Compomatic Musica
Nel Compomatic Musica, anch'esso dotato di slot A e B, è possibile creare brani di durata compresa tra i 7 secondi e i 3 minuti. È possibile scegliere tra la gamma di 50 strumenti disponibili, tra un tempo compreso tra 60 e 240 bpm, e abilitare o meno lo swing.

#### Compomatic Fumetti
Il Compomatic Fumetti, analogamente ai precedenti, distinto in due slot A e B, consente di creare fumetti da 4 vignette in stile manga, e mediante l'utilizzo di effetti speciali, illustrazioni, e personaggi della serie WarioWare predefiniti mediante dei timbri.

### Emporio
All'emporio è possibile accedere a quattro sezioni: Giochi, Musica, Fumetti, Classifiche.
Nella sezione Giochi si possono giocare i Giochi Diamante sbloccati, i Giochi D.I.Y. creati e inviati all'emporio dallo Studio e accedere al frullagiochi, dove è possibile giocare diverse modalità.
Nella sezione Musica si possono ascoltare i brani Diamante, sbloccabili man mano che si completano gli obiettivi dei Dati D.I.Y., e i propri brani, composti nel Compomatic Musica.
Nella sezione Fumetti è possibile consultare i 90 fumetti creati da Nintendo e i fumetti creati da sé.

### Frullagiochi
Di seguito una lista delle modalità e dei metodi di ottenimento:
Sezioni disponibili sin dall'inizio:
● Mona
● D.I.Y. 1-2-3-4-5
● Mix D.I.Y. (Contenente tutti i minigiochi di tutti e 5 gli scaffali da 18 minigiochi)
● Mix D.I.Y. Super difficile (Cioè a velocità massima)
Sezioni sbloccabili dopo un giorno:
● Jimmy T.
● Ashley
● Orbulon
● 9-Volt
Sezioni sbloccabili dopo aver scoperto tutti i minigiochi della modalità Storia:
● Mix Giochi Diamante
● Mix Giochi Diamante Super Difficile
● Mega mix (Giochi Diamante + D.I.Y.)
● Mega mix Super Difficile
● Mega mix Specchio

### WarioWare,Inc.
La WarioWare,Inc. è dove puoi imparare a creare giochi, musica e fumetti, con il tutorial di Penny, organizzato in tre minigiochi, completare la grafica dei 16 minigiochi di Wario, e imparare le 24 tecniche di montaggio di Master Mantis e Young Cricket.

### Centro distribuzione
Qui puoi scambiare prodotti con la versione Wii, WarioWare D.I.Y. - Showcase, e con altre Nintendo DS, nonché usare la Nintendo Wi-Fi Connection per sistemare prodotti nel Magazzino e partecipare a competizioni nell'Emporio NinSoft.

### Garage opzioni
Il garage opzioni è dove si ha la possibilità di cambiare il proprio nome e quello della marca dei giochi, cancellare i dati, modificare le impostazioni del suono, fare la prova microfono e guardare i riconoscimenti, sbloccabili dopo aver sbloccato tutte le modalità del frullagiochi.